# Mantrianom
Mantrianom is een bestuurslaag in het regentschap Banjarnegara van de provincie Midden-Java, Indonesië. Mantrianom telt 4198 inwoners (volkstelling 2010).